# روك لي
روك لي (باليابانية: ロック・リー، بالروماجي: Rokku Rī) هو شخصية خيالية في سلسلة أنمي ومانغا ناروتو من تأليف ماساشي كيشيموتو.

## وصف الشخصية
هذه الشخصية لها عدة من المواجهات في المسلسل لأنها شخصية قوية للغاية فقد تواجهت عدة مواجهات أهمها مع ساسكي وجارا وكيميمارو.
روك لي بليد في استخدام الشاكرا لا يستطيع أن ينفذ أي تكنيك نينجا فقد كان حزينا للغاية، وهو من الأشخاص الذين لا يملكون مهارات النينجا الذي يتمتع بها نيجي على سبيل المثال، ولكنه كان يحمل إصرار على أن يصبح نينجا قوي يوما مثل قدوته المعلم غاي وبإصراره لفت نظر معلمه گاي فقرر أن يعلمه گاي أسلوب في النينجا غير النينجتسو وهو التايجتسو ( اسلوب القتال بالاشتباك الجسدي )وهو أسلوب خطير وقد يؤدي في أحيانا إلى وفاة مستخدمه وهوى من المهرات الممنوعة وقد تعلم روك لي هذا الأسلوب وأصبح نابغا فيه على عكس زملائه في الفريق، وأصبح بإمكانه تحدي النينجا الآخرين وقد حدد لي أشخاص سوف يهزمهم :
1. ناروتو أوزوماكي
2. ساسكي
3. جارا
4. نيجي هيوغا

عندما اجتاز روك لي مرحلة الأكاديمية انتقل إلى مرحلة الجينين وفي المستوى الأول وهو الاختبار لم يكن عند روك لي أيّة حيلة ولم يستطع أن يغش من أحد، لكنه اكتشف زميلة له وهي تين تين تستخدم المرايا للغش وقد كانت قد علقتها في أعلى القاعة وكانت تحدد مسارها لتكتب الأجوبة الموجودة في الأوراق الأخرى، فقاما بالتفاق ليحققا العمل بناجاح وعندما ربط لي عصابته عنى كذالك أنه رءى الورقة المعكوسة على المرآة وقد نجحة حيلتهما.
المستوى الثاني فقد اجتازه روك لي المستوى الثالث وهوى عبور غابة الموت وهي ملئة بالوحوش وعليهم جمع مخطوطات من خلال المعارك من أبرز معارك لي خلالها هو إنقاذ ساكورا من نينجا الصوت وقد تسببت له بإصابة في أذنه اليسرى ومقد حصله هوى كسب احترام ساكورا والأخرين .المستوى الرابع وهو التصفيات الأولية تواجه روك لي مع جارا وقد استطاع روك لي أن يلحق الأذى بجارا، فلهذا يعتبر روك لي أول من يلحق الأذى بجارا لأن جارا تحميه الرمال من كل مكان ولهذا روك لي قد رمى الحبال الموجودة في رجليه ويديه لأن وزن تلك الحبال كالجبل فأصبح روك لي سريعا جدا وفوق ذلك قد فتح البوابة الأولى والثانية فأصبح روك لي بقوة البوابات سريعا وقد أمسك بجارا والتف عليه بالعصابات التي كانت مربوطة على يديه إلى أن التف جسد جارا فأمسكه روك لي وقفز قفزة عالية جدا ثم سقط على رأس جارا وهذه التقنية من التقنيات الخطيرة في أسلوب التايجتسو، ولكن جارا نهض من الأرض لأنه وفي آخر لحظة للاهتمام بدمية رملية ولولى كذالك لكان في عداد الموتى. مع أن الضربة وصلت إليه فواجه روك لي وقد كسر جارا أيدي روك لي ورجليه فخسر روك لي ولكن جارا لم يكتفِ بذلك فقد كان يريد قتل روك لي ولكن المدرب غاي أوقفه. في آخر لحظات
أما في المستوى الرابع فلم يشارك فيه روك لي ولكنه كان يريد مشاهدة مباريات نيجي وناروتو فعندما وصل روك لي سأل حارس البوابة هل فاتته مباريات كثيرة فقال له الحارس أن هناك مباراة واحدة جمعت ما بين ناروتو ونيجي فحزن روك لي عندما علم أن ناروتو هزم نيجي خصم لي الذي لم يستطع هزيمته

## وصلات خارجية
- روك لي في موسوعة ناروتو